# Madonna di Senigallia
La Madonna di Senigallia  è un dipinto a olio su tavola di noce (61x53,5 cm), realizzato dal pittore Piero della Francesca e conservato nella Galleria Nazionale delle Marche. La datazione è molto incerta, oscillante tra il 1470 e il 1485, e il nome dell'opera deriva dalla collocazione più antica conosciuta, la chiesa di Santa Maria delle Grazie di Senigallia.

## Storia
L'opera presenta numerose affinità formali e stilistiche con la Pala di Brera (databile al 1472 circa), perciò viene spesso ipotizzato che le due tavole siano state dipinte a breve distanza l'una dall'altra e magari commissionate entrambe da Federico da Montefeltro. La Madonna di Senigallia in particolare venne forse fatta dipingere in occasione del matrimonio di Giovanna, figlia di Federico, con Giovanni della Rovere, signore di Senigallia, celebrato pro-forma nel 1474 (poiché la sposa era giovanissima) e di nuovo nel 1478.
La pala comunque non poteva trovarsi originariamente nella chiesa francescana senigalliese, poiché questa venne costruita solo dopo il 1491, su disegno di Baccio Pontelli. Un'iscrizione sul retro, dalla grafia settecentesca, riporta la dicitura "Giovanni da Udine dipinse", che farebbe pensare a un'annotazione collezionistica privata, considerato lo sforzo attributivo, per cui non è da escludere che l'opera pervenne nella chiesa in epoca molto tarda. Il dipinto venne musealizzato nel 1917, dopo che nel 1915, quando un bombardamento austro-ungarico colpì Senigallia, si decise per motivi di sicurezza di trasportarlo al Palazzo Ducale di Urbino.
L'opera venne trafugata dalla sua nuova sede il 6 febbraio del 1975, e recuperata poi a Locarno, in Svizzera, il 22 marzo dell'anno successivo. Con la Madonna di Senigallia venne rubata e recuperata anche la Flagellazione di Cristo, dello stesso autore.

## Descrizione e stile
La scena mostra una Madonna stante col Bambino tra due angeli, all'interno di un'abitazione. Il taglio del dipinto è insolito e mostra i protagonisti come mezze figure, tagliate dal margine inferiore del dipinto. Il Bambino, in atto di benedire, tiene in mano una rosa bianca, simbolo della purezza della Vergine, mentre al collo ha una collana di perle rosse con un corallo, un simbolo arcaico di protezione degli infanti, che nel caso delle scene sacre acquistava anche un valore di premonizione della Passione per via del colore rosso-sangue.
Gli angeli, dalle tenui vesti di colore grigio e rosa salmone, sono fedelmente ripresi dalla Pala di Brera, tanto che alcuni ipotizzano l'intervento di allievi che copiarono le fisionomie dell'opera precedente.
Sullo sfondo si vede a destra un armadio a muro con mensole inquadrato da una cornice scolpita con una candelabra, come ne esistevano nel Palazzo Ducale di Urbino (sebbene non ne ritragga nessuna in particolare), mentre a sinistra si apre, alla maniera fiamminga, un altro ambiente da dove proviene un doppio raggio di sole tramite una finestra aperta, rifrangendosi sulla parete ombrosa non prima di aver illuminato il pulviscolo atmosferico lungo la traiettoria. La luce disegna poi riflessi sui rilievi della decorazione della nicchia, sulle piccole nature morte del cestello con il panno di lino e della scatola cilindrica d'avorio nell'armadio, e poi nei capelli, nelle vesti e nei gioielli dei quattro protagonisti. Marchi scrisse: "come in nessun'altra opera di Piero la luce vi svolge un ruolo fondante". La luce, che attraversa il vetro a rondelle senza romperlo, è anche una metafora del mistero dell'Incarnazione, che attraversa il corpo di Maria, nella concezione e nel parto, senza violarlo.
La mancanza di punti di appoggio tra le figure e lo spazio impedisce di determinare la distanza reciproca, facendo apparire i protagonisti vicinissimi allo spettatore.
Nonostante la ricchezza di analogie con la Pala di Brera, la Madonna di Senigallia ha un carattere molto diverso, più intimo, con l'allusione alla camera dal letto dell'Incarnazione (presente tradizionalmente nelle raffigurazioni dell'Annunciazione). Di derivazione fiamminga sono anche  l'uso del legno di noce al posto del consueto pioppo, la tecnica pittorica con un largo uso di leganti oleosi, nonché i delicati effetti materici nella pittura, come il velo sulla testa della Madonna, le luccicanti rotondità dei gioielli degli angeli e le pieghe plastiche e luminose dei panneggi.